# Linjärsökning
Linjärsökning är en sökningsalgoritm för att finna ett element i en datastruktur. Exempelvis, om du vill finna det största elementet i en lista behöver du söka genom listan.